# Josef Berounský
Josef Berounský (31. srpna 1895 Slaný – 30. dubna 1942 Barentsovo moře) byl účastník 1. a 2. československého odboje a letec RAF.

## Život

### Mládí a první světová válka
Mládí prožil v carském Rusku, po absolvování gymnázia v Sumách navštěvoval 4 semestry právnické fakulty na univerzitě v Charkově. V roce 1916 dobrovolně narukoval do československých legií v Rusku. Účastnil se bitvy u Zborova a bojů na transsibiřské magistrále. Byl několikrát zraněný v boji.

### První republika
V roce 1920 se navrátil do Československa, zůstal v armádě a zvyšoval si vojenskou kvalifikaci. V roce 1922 přešel k vojenskému letectvu. Absolvoval kurs leteckého pozorovatele, pilotní a stíhací výcvik. V roce 1929 byl přidělen na ministerstvo národní obrany.

### Druhá světová válka
Po okupaci Československa odešel s rodinou do exilu. Ve Francii vedl až do příjezdu generála Janouška celou organizaci letců. Ve Velké Británii poté působil v leteckém odboru Československé vojenské správy, velel československému leteckému depu v Cosfordu a působil jako československý styčný důstojník ve 3. bombardovací skupině RAF. Třikrát se účastnil bojových letů jako palubní střelec.
V červenci 1941 byl vyslán do Moskvy jako zástupce náčelníka Československé vojenské mise do Sovětského svazu. Na jaře 1942 vyplul z Murmansku (s důležitým poselstvím náčelníka Československé vojenské mise plk. Heliodora Píky – zpráva o československých občanech, kteří jsou vězněni v sovětských gulazích, spolupodepsáno pplk. pěchoty Ludvíkem Svobodou – pro československou vládu) zpět do Velké Británie na křižníku HMS Edinburgh. 30. dubna 1942 byl křižník napaden německou ponorkou a Josef Berounský zahynul ve své kajutě.

## Ocenění
Josef Berounský byl nositelem československého, britského, rumunského a francouzského státního vyznamenání a řady dalších vysokých československých a zahraničních vyznamenání.
- V roce 1946 byl povýšen na brigádního generála in memoriam.[2]
- Na Vinohradském hřbitově má umístěn na hrobu své ženy symbolický náhrobek.[17]
- V rodném Slaném má umístěnou pamětní desku.[18]
- Je připomenut na pomníku Obětem druhé světové války na Praze 6 (v Bubenči).[6][19]

## Galerie

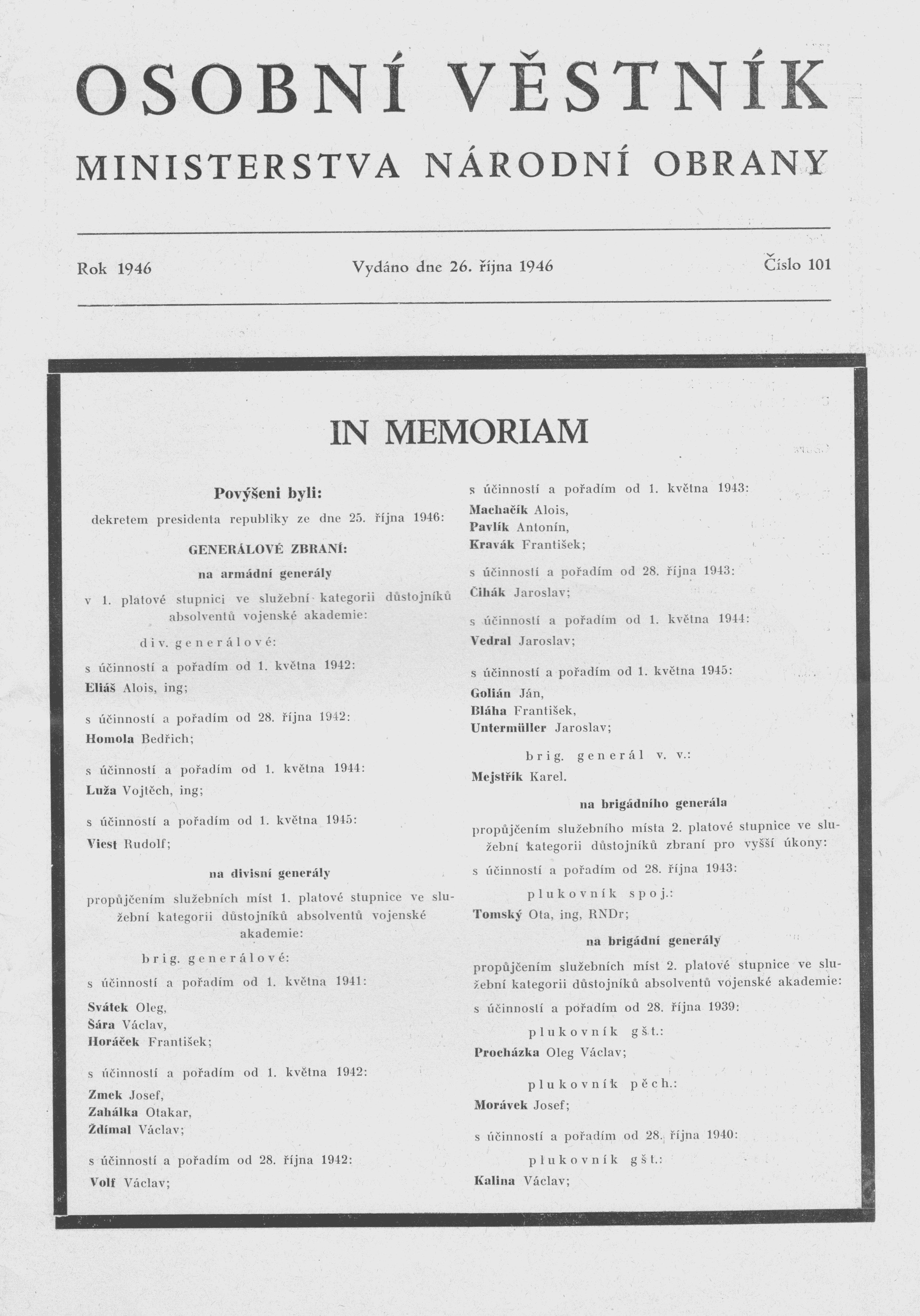
Osobní věstník MNO číslo 101, rok 1946 – titulní strana
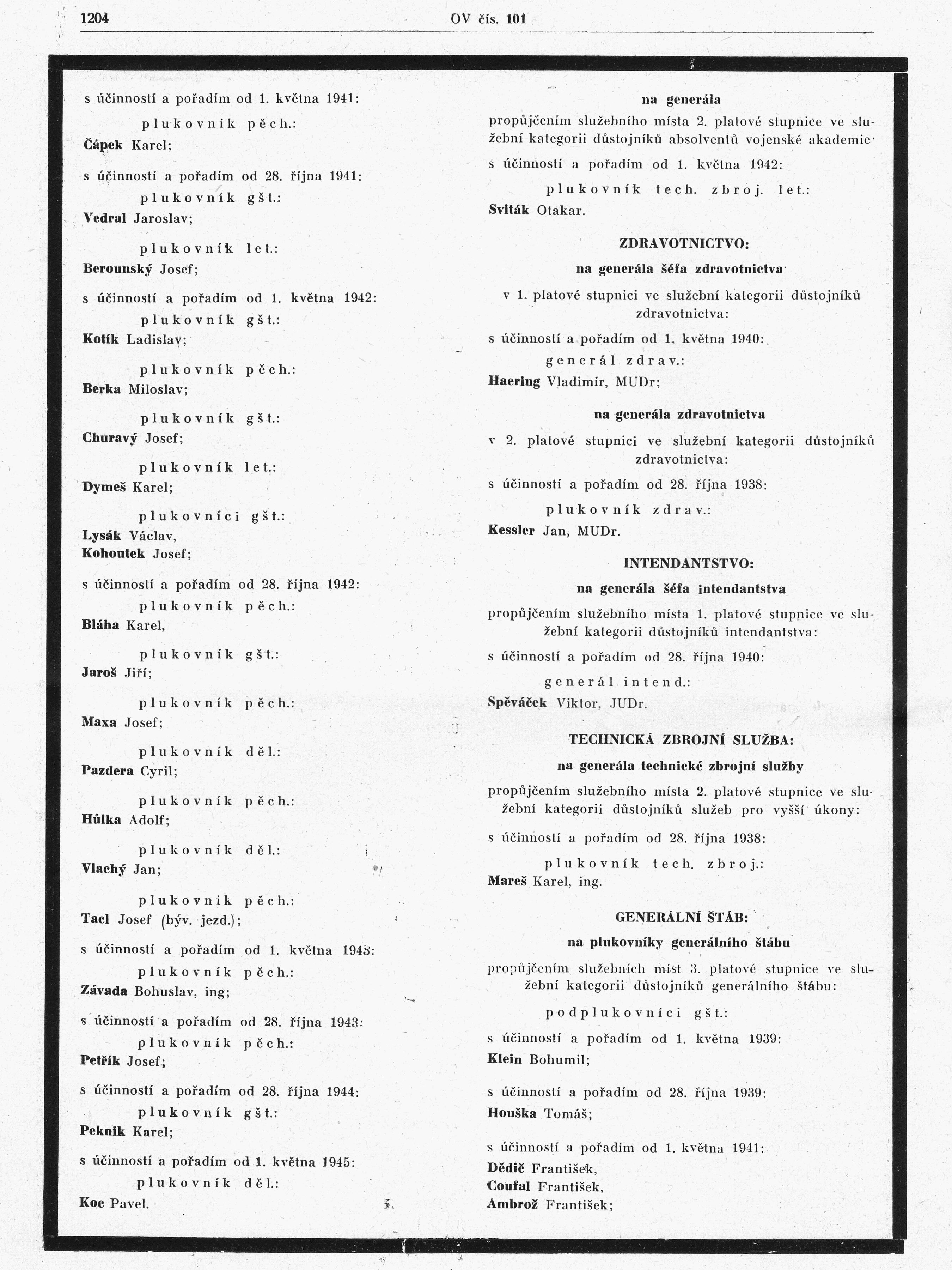
Osobní věstník MNO číslo 101, rok 1946 – strana 1204 s oznámením o povýšení
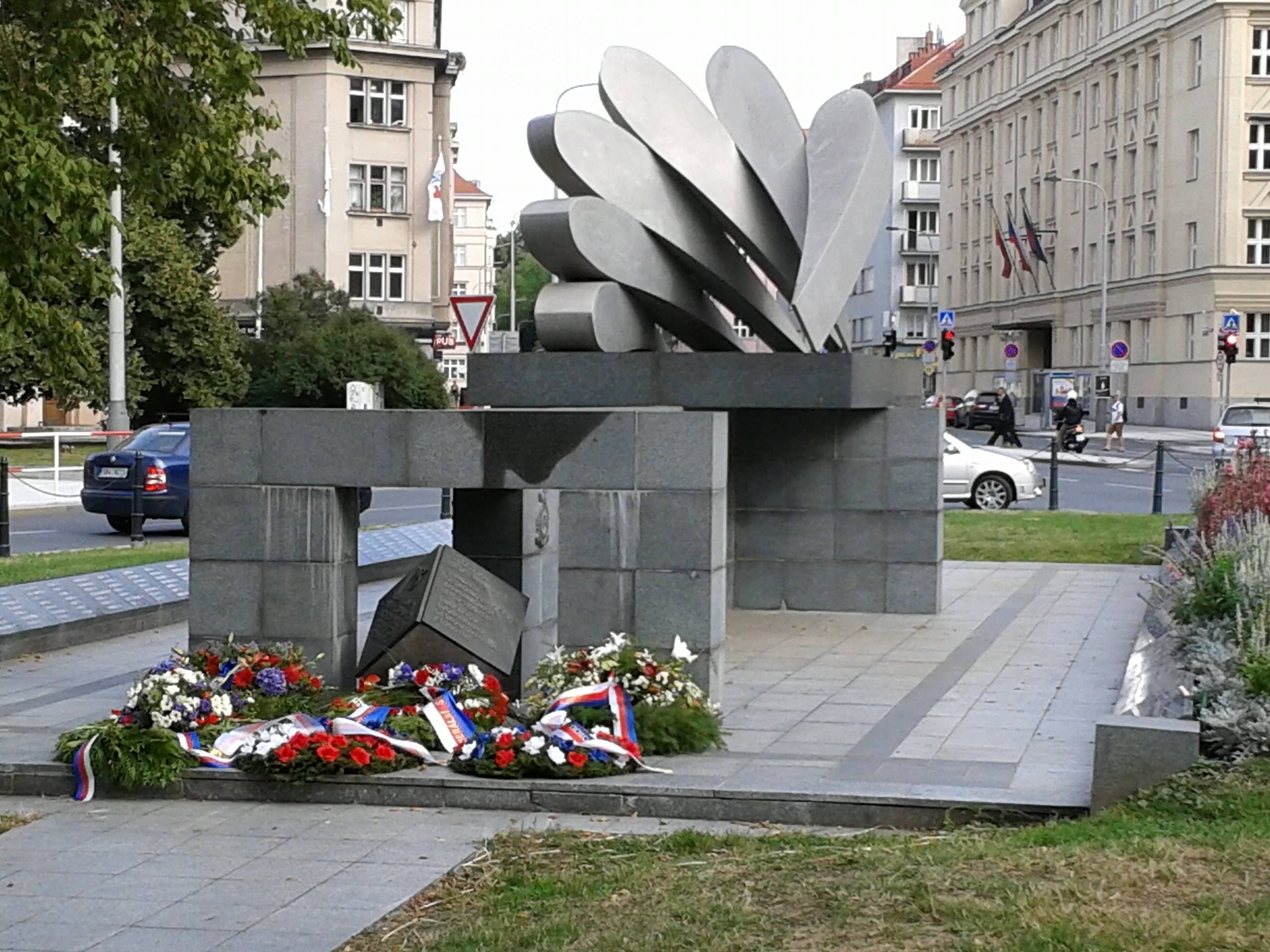
Památník padlých československých letců v letech 1939–1945; Praha 6–Bubeneč [19] (1995)

### Vyznamenání
- Československá revoluční medaile (1920)
- Řád britského impéria – třída Commander (CBE, 12.3.1942)
- Národní řád rumunské hvězdy – IV. třída
- Řád čestné legie – V. třída (rytíř)
- Československý válečný kříž 1914–1918 (1920)
- Československý válečný kříž 1939 (31.8.1942 in memoriam)
- Československá medaile Za chrabrost před nepřítelem (21.6.1941)
- Československá vojenská medaile za zásluhy, I. stupeň
- Mezispojenecká vítězná medaile (1920)
- Pamětní medaile československé armády v zahraničí se štítky Francie, Velká Británie a SSSR
- Válečný kříž 1914–1918 s palmou (30.6.1919)
- Válečný kříž 1939–1945
- Válečná medaile 1939–1945